# Macrargus multesimus
Macrargus multesimus is een spinnensoort in de taxonomische indeling van de hangmatspinnen (Linyphiidae).
Het dier behoort tot het geslacht Macrargus. De wetenschappelijke naam van de soort werd voor het eerst geldig gepubliceerd in 1875 door Octavius Pickard-Cambridge.